# Obłaziec
Obłaziec – jedna z 7 jednostek pomocniczych miasta Wisły, osiedle nr 2, najbardziej na północ wysunięta część miasta Wisły, ściśnięta w wąskim, przełomowym odcinku doliny rzeki Wisły, ograniczonym od zachodu zboczami Krzywego i Wielkiej Czantorii, a od wschodu stokami Bukowej i Obłaźca (Obory). W najwęższym miejscu między Krzywym a Obłaźcem szerokość doliny, którą obok rzeki biegną szosa i linia kolejowa, wynosi zaledwie 200 m.
Nazwa Obłaziec jako nazwa potoku występuje w zapiskach już w 1615 r. W odniesieniu do osiedla w roku 1836 (jako Oblażec), następnie w 1879 (Oblaziec) i 1900 (Obłażec). Pochodzi od słowa „obłaz”, oznaczającego tu obejście stromym stokiem górskim niedostępnego odcinka doliny.
W dniu 11 lipca 1929 roku został otwarty górski szlak kolejowy do Wisły. W miejscowości zlokalizowano przystanek kolejowy. Na lewym brzegu rzeki Wisły, tuż na północ od dolinki potoku Gahura, wielki kamieniołom, w którym eksploatuje się gruboławicowe piaskowce dolnych warstw godulskich. We wschodniej części znajduje się dawna wieś zarębna Tokarnia.
Z Obłaźca biegną zielone znaki  szlaku turystycznego na Orłową w pasemku Równicy.